# Erwin Loewenson
Erwin Loewenson (Toruń, Imperio alemán, 31 de agosto de 1888-Tel Aviv, Israel, 22 de enero de 1963) fue un escritor alemán de origen judío. Fue uno de los fundadores y miembro del grupo de literatura expresionista Der Neue Club (El Nuevo Club). Escribió en renombrados periódicos literarios de la época, tales como Die Aktion, Der Feuerreiter y Der Demokrat. Posteriormente fue activista del movimiento sionista.

## Reseña biográfica
Erwin Loewenson era hijo de un dentista. Nació en la ciudad de Toruń, en el entonces Imperio alemán (hoy ciudad polaca). Pasó gran parte de la infancia en Berlín, donde estudió educación secundaria en el Friedrich Wilhelm Gymnasium, graduándose en 1907. Luego estudió Derecho durante dos años y desde 1909 Filosofía, durante otros dos años. Además, se formó en diversas disciplinas como Medicina, Psicología, Biología, Ciencias Naturales y Germanística.
En 1908 se unió a la fraternidad fundada en 1881 Freie Wissenschaftliche Vereinigung (FWV) —Asociación Científica Libre—, que proclamaba la unidad académica frente al antisemitismo, donde conoció a Kurt Hiller. Con él y con el poeta Jakob van Hoddis, fundó la agrupación literaria Der Neue Club al año siguiente. Loewenson, que firmaba con el seudónimo de "Golo Gangi", participó y jugó un papel primordial en las actividades del club hasta su cierre en 1914.
Loewenson elaboró un escrito llamado “Neo Pathos", que se convirtió en el programa de noches literarias y musicales del Neue Club llamadas Cabaret Neopatético (Neopathetisches Cabaret). En este programa mostró una serie de actitudes filosóficas y estéticas de la literatura, constituyendo, tanto el Neo Pathos como las noches del Neopathetisches Cabaret, el germen de las tendencias literarias expresionistas más tempranas.
Fue uno de los amigos íntimos del poeta expresionista Georg Heym. En 1912, después de la trágica muerte de Heym, Loewenson y el editor Kurt Pinthus salvaron su archivo de la destrucción. Parte del legado inédito de Heym fue publicado póstumamente por Loewenson. Posteriormente, Loewenson se llevó el archivo de Heym cuando emigró a tierras palestinas, lo que probablemente lo salvó de la destrucción de los nazis, quienes declararon las obras expresionistas como arte degenerado y acabaron con gran parte de ellas. Uno de los poemas de Heym, “Meine Seele” (Mi alma), está dedicado a Golo Gangi, pseudónimo de Loewenson. También fue administrador del archivo y editor de Jakob van Hoddis.
Tras cerrar el Neue Club en 1914, y posiblemente influenciado por las conferencias de Martin Buber, Loewenson se adhirió al movimiento sionista. En 1916, y a pesar de su incapacidad para servir al ejército por un problema ocular, estuvo en aviación durante la Primera Guerra Mundial, pasando en 1918 a empleado civil.
En 1922 Loewenson se casó con la pianista Alice Jacob, y se convirtió en secretario de la Fundación Alemana de Palestina. Loewenson llevó a cabo una intensa actividad de organización y prensa para el movimiento sionista. Emigró en 1933 a Palestina (entonces bajo administración británica), pasando por París.
El legado y material original de Loewenson se reparte entre el Archivo de Literatura Alemana Marbach (Deutsches Literaturarchiv Marbach), en Marbach am Neckbar y en la Biblioteca Gottfried Wilhelm Leibniz, en Hannover.

## Obras
- Georg Heym; oder, Vom Geist des Schicksals [Georg Heym. O el espíritu del destino] (1962)
- Der Weg zum Menschen; philosophische Fragmente. Aus dem Nachlass, ausgewählt von Carl Frankenstein [El camino al hombre. Fragmentos filosóficos. Seleccionados de su archivo por Karl Frankenstein] (1970)